# NGC 3419
NGC 3419 (również PGC 32535 lub UGC 5964) – galaktyka spiralna z poprzeczką (SB0-a), znajdująca się w gwiazdozbiorze Lwa. Odkrył ją Albert Marth 1 kwietnia 1864 roku. Być może jeszcze wcześniej (14 stycznia 1787 roku) obserwował ją William Herschel.